# Sh2-207
Sh2-207 è una nebulosa a emissione, visibile nella costellazione della Giraffa.

## Osservazione
La nebulosa si individua nella parte meridionale della costellazione, al confine con Perseo; in questa costellazione si trovano le stelle più appariscenti utilizzabili per il suo reperimento: una volta individuata la λ Persei, ci si sposta di circa tre gradi in direzione nordest. Poco a sud è individuabile una seconda nebulosa, di dimensioni più ridotte, catalogata come Sh2-208. La sua declinazione fortemente settentrionale fa sì che essa possa essere osservata agevolmente durante gran parte delle notti dell'anno dall'emisfero boreale, mentre dall'emisfero australe la sua osservazione è penalizzata; il periodo in cui raggiunge la più alta elevazione sull'orizzonte è compreso fra i mesi di ottobre e febbraio.

## Caratteristiche
A causa della sua struttura ad anello, Sh2-207 è stata inizialmente scambiata per una nebulosa planetaria; in seguito, con l'evoluzione degli studi a più lunghezze d'onda, si è dimostrata l'appartenenza dell'oggetto alla classe delle regioni H II. La fonte della ionizzazione dei gas di Sh2-207 è una stella subgigante blu di classe spettrale O9.5IV, che ha una magnitudine pari a 13,23 ed è catalogata come USNO-A2 1425-05097182. Tramite lo studio della velocità radiale, che per questa nube è pari a una media di -35,4 km s−1, si è ottenuta la sua distanza e di conseguenza è stato possibile determinarne il diametro, che è pari a 13 anni luce, ben oltre le dimensioni di una nebulosa planetaria; sempre tramite lo studio della velocità radiale è possibile suddividere la nebulosa in due regioni, una interna indicata come A, che mostra una velocità di -38,4 km s−1, e una periferica, indicata come B e che possiede una velocità di -33,6 km s−1. Da ciò deriva che la parte centrale è in avvicinamento alla velocità di 4,8 km /s.